# Collège Stanislas (Québec)
Pour les articles homonymes, voir Collège Stanislas.
Le collège Stanislas de Québec est un établissement privé d'enseignement préscolaire, primaire et secondaire de Québec qui a été fondée en 1989. Il a été créé par le Collège Stanislas de Montréal (fondé en 1938).

## Présentation
Le collège Stanislas de Québec est situé dans le quartier Saint-Sacrement de l'arrondissement La Cité-Limoilou, sur le chemin Sainte-Foy. Il offre un enseignement préscolaire, primaire et secondaire (classe de seconde) selon le système éducatif français, étant sous convention avec l'Agence pour l'enseignement français à l'étranger. Le directeur général Philippe Warin en poste à Montréal, la directrice du collège Stanislas de Québec, Valérie Fosse et le directeur du primaire Laurent Duc, tous deux basés à Québec, composent l'équipe de direction.
Il est situé dans l'édifice qui abritait autrefois le collège Notre-Dame-de-Bellevue, aujourd'hui fermé.
Il comptait en 2014-15, 450 élèves, du préscolaire à la seconde (S5 dans le système québécois). Le collège prépare les élèves, à la fois, au cursus français et au cursus québécois (CEGEP) grâce à son partenariat avec le MEES (ministère de l'Éducation, de l'Enseignement supérieur et de la Recherche).
À l'issue de la seconde générale, l'élève qui est admis en 1re lui confère l'équivalence du diplôme d'études secondaires et il est le seul établissement du Québec à délivrer le baccalauréat français à l'issue de la terminale, qui permet la dispense du test de français a l'entrée à l'université.

## Hommages
Le parc Notre-Dame-de-Bellevue a été nommé en l'honneur de l'ancien collège Notre-Dame-de-Bellevue